# Lijst van rijksmonumenten in Oosterbeek
De plaats Oosterbeek telt 40 inschrijvingen in het rijksmonumentenregister.
| Object                                                                   | Oorspronkelijke functie?  | Bouwjaar                              | Architect                       | Locatie                            | Coördinaten?                  | Nr.?   | Afbeelding                                                               |
| ------------------------------------------------------------------------ | ------------------------- | ------------------------------------- | ------------------------------- | ---------------------------------- | ----------------------------- | ------ | ------------------------------------------------------------------------ |
| Oude Kerk                                                                | Kerk en kerkonderdeel     | toren 16e eeuw, oudste delen 10e eeuw |                                 | Benedendorpsweg 134                | 51° 58' 41" NB, 5° 50' 16" OL | 32432  | Meer afbeeldingen                                                        |
| Hervormde Pastorie, ten westen van de kerk                               | Kerkelijke dienstwoning   | twee kwart 19e eeuw                   |                                 | Benedendorpsweg 136                | 51° 58' 41" NB, 5° 50' 12" OL | 32433  | Meer afbeeldingen                                                        |
| Airborne Museum Hartenstein                                              | Kasteel, buitenplaats     | 18e/19e eeuw                          |                                 | Utrechtseweg 232                   | 51° 59' 16" NB, 5° 49' 58" OL | 32436  | Meer afbeeldingen                                                        |
| Grenspaal. Ten zuiden van de spoorlijn Arnhem-Ede                        | Grensafbakening           |                                       |                                 | Rijwielpad bij Oosterbeek-Wolfheze | 52° 0' 3" NB, 5° 48' 50" OL   | 32437  | Grenspaal. Ten zuiden van de spoorlijn Arnhem-Ede                        |
| Gedenkzuil Kneppelhout-van Braam                                         | Gedenkteken               |                                       |                                 | Hemelseberg bij 1                  | 51° 59' 1" NB, 5° 49' 38" OL  | 32438  | Gedenkzuil Kneppelhout-van Braam                                         |
| Gepleisterd koetshuis, behorend bij het huis "hartenstein"               | Bijgebouwen kastelen enz. | derde kwart van de 19e eeuw           |                                 | Utrechtseweg 228                   | 51° 59' 17" NB, 5° 50' 4" OL  | 32440  | Gepleisterd koetshuis, behorend bij het huis "hartenstein"               |
| Twee grafheuvels, alsmede zones                                          | Archeologisch monument    | Neolithicum en/of Bronstijd           |                                 | Van Limburg Stirumweg              | 51° 59' 41" NB, 5° 51' 20" OL | 341333 | Twee grafheuvels, alsmede zones                                          |
| Terrein waarin zeven grafheuvels                                         | Archeologisch monument    | Neolithicum en/of Bronstijd           |                                 | Bredelaan                          | 51° 59' 34" NB, 5° 48' 47" OL | 45963  | Terrein waarin zeven grafheuvels                                         |
| Terrein waarin overblijfselen van het kasteel Rosande                    | Archeologisch monument    | middeleeuws                           |                                 | Zij-Klingelbeekseweg               | 51° 58' 35" NB, 5° 51' 41" OL | 45967  | Terrein waarin overblijfselen van het kasteel Rosande                    |
| Voormalig gemeentehuis van Renkum                                        | Bestuursgebouw en onderdl | 1866                                  |                                 | Utrechtseweg 107                   | 51° 59' 13" NB, 5° 50' 50" OL | 523639 | Voormalig gemeentehuis van Renkum                                        |
| Voormalig koetshuis                                                      | Opslag                    | 1907                                  |                                 | Utrechtseweg bij 107               | 51° 59' 13" NB, 5° 50' 50" OL | 523640 | Voormalig koetshuis                                                      |
| Landhuis Varenheuvel                                                     | Kasteel, buitenplaats     | 1938                                  | ir. Wesstra                     | Bilderberglaan 6                   | 51° 59' 34" NB, 5° 48' 24" OL | 523642 | Landhuis Varenheuvel                                                     |
| Varenheuvel: Toegangshek                                                 | Erfscheiding              | 1938                                  |                                 | Bilderberglaan bij 6               | 51° 59' 33" NB, 5° 48' 23" OL | 523643 | Varenheuvel: Toegangshek                                                 |
| Varenheuvel: Paardendrinkbak                                             | Straatmeubilair           | 1938                                  |                                 | Bilderberglaan bij 6               | 51° 59' 33" NB, 5° 48' 23" OL | 523644 | Upload foto                                                              |
| Varenheuvel: Vijveraanleg                                                | Tuin, park en plantsoen   | 1939                                  |                                 | Bilderberglaan bij 6               | 51° 59' 33" NB, 5° 48' 23" OL | 523645 | Upload foto                                                              |
| Vreeberg                                                                 | Woonhuis                  | 1906                                  |                                 | Pietersbergseweg 62                | 51° 58' 55" NB, 5° 50' 3" OL  | 523647 | Vreeberg                                                                 |
| Koetshuis annex garage                                                   | Bijgebouwen kastelen enz. | 1906                                  |                                 | Pietersbergseweg bij 62            | 51° 58' 55" NB, 5° 50' 4" OL  | 523648 | Koetshuis annex garage                                                   |
| Villa "The Hillock"                                                      | Woonhuis                  | 1918-1919                             | Anthonie Pieter Smits Henk Fels | Utrechtseweg 295                   | 51° 59' 20" NB, 5° 48' 28" OL | 523657 | Villa "The Hillock"                                                      |
| Zaalkerkje                                                               | Kerk en kerkonderdeel     | 1907                                  | J. van Burk                     | Wilhelminastraat 10                | 51° 59' 9" NB, 5° 50' 51" OL  | 523661 | Meer afbeeldingen                                                        |
| Villa "Vrede"                                                            | Woonhuis                  | 1901                                  | J. van Burk                     | Wilhelminastraat 15                | 51° 59' 9" NB, 5° 50' 49" OL  | 523662 | Villa "Vrede"                                                            |
| Herenhuis Buitenrust                                                     | Woonhuis                  | ca. 1850                              |                                 | Benedendorpsweg 171                | 51° 58' 45" NB, 5° 50' 0" OL  | 523663 | Meer afbeeldingen                                                        |
| Villa "Arti" met hekwerk                                                 | Woonhuis                  | tussen 1896-1900                      |                                 | Jan van Embdenweg 2                | 51° 59' 13" NB, 5° 50' 49" OL | 523664 | Villa "Arti" met hekwerk                                                 |
| Geprefabriceerde houten villa                                            | Woonhuis                  | 1923 (assemblage)                     |                                 | Utrechtseweg 269                   | 51° 59' 19" NB, 5° 48' 55" OL | 523666 | Geprefabriceerde houten villa                                            |
| Villa met tuinhek                                                        | Woonhuis                  | ca. 1895-1900                         |                                 | Pietersbergseweg 38                | 51° 59' 8" NB, 5° 50' 15" OL  | 523667 | Villa met tuinhek                                                        |
| Grafmonument van Jacob van Lennep                                        | Begraafplaats en -onderdl | 1869                                  | Jean Theodore Stracké           | Fangmanweg bij 21                  | 51° 59' 2" NB, 5° 50' 37" OL  | 523668 | Grafmonument van Jacob van Lennep                                        |
| Grafmonument van Jan van 's Gravenweert                                  | Begraafplaats en -onderdl | 1870                                  |                                 | Fangmanweg bij 21                  | 51° 59' 2" NB, 5° 50' 37" OL  | 523669 | Grafmonument van Jan van 's Gravenweert                                  |
| Baarhuisje                                                               | Begraafplaats en -onderdl | ca. 1856                              |                                 | Fangmanweg bij 21                  | 51° 58' 60" NB, 5° 50' 37" OL | 523670 | Baarhuisje                                                               |
| Heilig Hartbeeld                                                         | Gedenkteken               | 1926                                  | August Falise                   | Utrechtseweg bij 129               | 51° 59' 16" NB, 5° 50' 40" OL | 523671 | Meer afbeeldingen                                                        |
| Dubbele villa met tuinhek                                                | Woonhuis                  | 1904                                  |                                 | Utrechtseweg 111 en 113            | 51° 59' 14" NB, 5° 50' 48" OL | 523672 | Dubbele villa met tuinhek                                                |
| Villa met invloeden van Neo-Renaissance en Chalet-stijl voorzien van hek | Woonhuis                  | 1883                                  |                                 | Utrechtseweg 194                   | 51° 59' 15" NB, 5° 50' 22" OL | 523650 | Villa met invloeden van Neo-Renaissance en Chalet-stijl voorzien van hek |
| Mariëndaal: historische tuin- en parkaanleg                              | Tuin, park en plantsoen   | rond 1791, rond 1845 en rond 1857     |                                 | Mariendaal bij 8                   | 51° 59' 19" NB, 5° 52' 11" OL | 527524 | Meer afbeeldingen                                                        |
| Mariëndaal: hoofdgebouw met aangebouwde dienstwoning                     | Kasteel, buitenplaats     | 1857                                  |                                 | Mariendaal 8                       | 51° 59' 19" NB, 5° 51' 45" OL | 527527 | Meer afbeeldingen                                                        |
| Mariëndaal: orangerie                                                    | Tuin, park en plantsoen   | tweede helft 19e eeuw                 |                                 | Mariendaal bij 8                   | 51° 59' 23" NB, 5° 51' 43" OL | 527528 | Meer afbeeldingen                                                        |
| Mariëndaal: ijskelder                                                    | Tuin, park en plantsoen   | tweede helft 19e eeuw                 |                                 | Mariendaal bij 8                   | 51° 59' 24" NB, 5° 51' 50" OL | 527529 | Meer afbeeldingen                                                        |
| Mariëndaal: dubbele dienstwoning                                         | Bijgebouwen kastelen enz. | 1863                                  |                                 | Mariendaal 4                       | 51° 59' 14" NB, 5° 51' 48" OL | 527536 | Meer afbeeldingen                                                        |
| Mariëndaal: dienstwoning annex zomerhuis met waterpomp                   | Bijgebouwen kastelen enz. | 1872                                  |                                 | Schelmseweg 80                     | 51° 59' 28" NB, 5° 51' 31" OL | 527537 | Meer afbeeldingen                                                        |
| Mariëndaal: spoorwegviaduct                                              | Bijgebouwen kastelen enz. | 1845                                  |                                 | Mariendaal bij 8                   | 51° 59' 15" NB, 5° 51' 49" OL | 527538 | Meer afbeeldingen                                                        |
| Mariëndaal: twee tuinvazen                                               | Tuin, park en plantsoen   | 1755                                  |                                 | Mariendaal bij 8                   | 51° 59' 7" NB, 5° 51' 47" OL  | 527539 | Meer afbeeldingen                                                        |
| Mariëndaal: theekoepel                                                   | Bijgebouwen kastelen enz. | ca. 1860                              |                                 | Mariendaal bij 8                   | 51° 59' 44" NB, 5° 51' 35" OL | 527543 | Meer afbeeldingen                                                        |